# Portulacaria
Portulacaria é um gênero botânico da família Portulacaceae.

## Espécies
- Portulacaria afra (L.) Jacq.
- Portulacaria armiana Van Jaarsv.